# Agylla sinensis
Agylla sinensis är en fjärilsart som beskrevs av John Henry Leech 1899. Agylla sinensis ingår i släktet Agylla och familjen björnspinnare. Inga underarter finns listade i Catalogue of Life.